# Rolf Hachmann
Rolf Hachmann (* 19. Juni 1917 in Blankenese; † 5. Juni 2014 in Saarbrücken) war ein deutscher Prähistoriker.

## Leben
Er besuchte das Reformrealgymnasium in Blankenese, wo er von Peter Zylmann, einem Kenner der friesischen Vorgeschichte, unterrichtet wurde und im Jahr 1937 das Abitur ablegte. Nach Arbeits-, Wehr- und Kriegsdienst und der Flucht aus englischer Gefangenschaft begann er im Jahr 1945 an der Universität Hamburg ein Studium mit dem Hauptfach Vor- und Frühgeschichte bei Hans Jürgen Eggers sowie den Nebenfächern Alte Geschichte, Altgermanistik, Volkskunde, Ethnologie und Geografie. Mitte 1949 promovierte er nach sieben Semestern mit Untersuchungen zur Eisenzeit in Mitteldeutschland. In den Jahren 1952–1953 hatte er ein Reisestipendium des Deutschen Archäologischen Instituts.
Nach der Habilitation im Jahr 1955 war er Privatdozent für Vor- und Frühgeschichte an der Universität Hamburg. Im Jahre 1959 übernahm er als Nachfolger von Vladimir Milojčić die Professur für Vor- und Frühgeschichte an der Universität des Saarlandes in Saarbrücken. Hachmann leitete das Institut von 1959 bis 1985. Auf seine Initiative wurde es umbenannt in Institut (später: Fachrichtung) für Vor- und Frühgeschichte und Vorderasiatische Archäologie. Von 1962 bis 1963 war er Dekan der Philosophischen Fakultät und von 1972 bis 1976 Prodekan im Fachbereich „Kunst- und Altertumswissenschaften“. Im Jahr 1986 wurde er emeritiert. Er war bis zuletzt wissenschaftlich tätig.

## Wirken
Er nahm an verschiedenen Grabungen in der Türkei (Boğazkale) unter Leitung von Kurt Bittel und in Syrien (Tell Chuera) unter Leitung von Anton Moortgat teil. Im Jahr 1963 begann er zusammen mit Arnulf Kuschke, Professor für Alttestamentliche Wissenschaft der Universität Mainz, Grabungen auf dem Siedlungshügel (Tell) Kāmid el-Lōz im Libanon. Diese Grabung leitete er bis zum durch den Libanonkrieg 1982 erzwungenen Ende. Im Jahr 1982 initiierte er gemeinsam mit Jan Lichardus und Alexandar Fol die Ausgrabungen in der Umgebung des südostbulgarischen Dorfes Drama, die er bis zu seiner Emeritierung leitete.
Seine Forschungen decken ein umfangreiches zeitliches und räumliches Spektrum ab. Er verfasste wichtige Arbeiten zur mitteleuropäischen Bronzezeit und zur Archäologie und Geschichte der Germanen.  Im Jahr 1962 veröffentlichte er gemeinsam mit Georg Kossack und Hans Kuhn eine Studie zum so genannten Nordwestblock („Völker zwischen Germanen und Kelten“) und befasste sich 1970 mit der Herkunft der Goten und ihrer angeblichen Urheimat in Skandinavien. Auch nach seiner Emeritierung setzte er seine Studien fort. Im Jahr 1991 erschienen seine Untersuchungen zur Herkunft und Entstehung des Kessels von Gundestrup. Die Grabungsergebnisse von Kāmid el-Lōz sind unter seiner Leitung in mehr als 20 Bänden innerhalb der von ihm und Walter Schmitthenner gegründeten Reihe Saarbrücker Beiträge zur Altertumskunde veröffentlicht.
Zu seinen Habilitanden zählen Barthel Hrouda, Winfried Orthmann, Frauke Stein, Jan Lichardus und Rudolf Echt, zu seinen Doktoranden u. a. die ehemaligen Landeskonservatoren des Saarlandes Alfons Kolling und Andrei Miron, Wolfgang Adler, Leiter der Bodendenkmalpflege im Saarland, der Montanarchäologe Gerd Weisgerber, Alfred Haffner, emeritierter Professor für Vor- und Frühgeschichte an der Christian-Albrechts-Universität Kiel, und François Bertemes, Ordinarius für Prähistorische Archäologie an der Martin-Luther-Universität Halle-Wittenberg in Halle (Saale).
Hachmann war ordentliches Mitglied des Deutschen Archäologischen Instituts und seit 1993 Ehrenmitglied der Rumänischen Akademie. Die Universität des Saarlandes hielt am 30. Juni 2007 ein Festkolloquium anlässlich seines 90. Geburtstags ab.

## Schriften (Auswahl)
- Die Goten und Skandinavien (= Quellen und Forschungen zur Sprach- und Kulturgeschichte der germanischen Völker. Bd. 158 = Neue Folge Bd. 34, ISSN 0481-3596). de Gruyter, Berlin 1970.
- Die Germanen. Nagel, München u. a. 1971.
- als Herausgeber: Ausgewählte Bibliographie zur Vorgeschichte von Mitteleuropa. Steiner-Verlag-Wiesbaden-GmbH, Stuttgart 1984, ISBN 3-515-04088-9.
- als Herausgeber: Frühe Phöniker im Libanon. 20 Jahre deutsche Ausgrabungen in Kāmid el-Lōz. von Zabern, Mainz 1983, ISBN 3-8053-0771-3.
- als Herausgeber: Studien zum Kulturbegriff in der Vor- und Frühgeschichtsforschung (= Saarbrücker Beiträge zur Altertumskunde. Bd. 48). Habelt, Bonn 1987, ISBN 3-7749-2263-2.
- Gundestrup-Studien. Untersuchungen zu den spätkeltischen Grundlagen der frühgermanischen Kunst. In: Bericht der Römisch-Germanischen Kommission. Bd. 71, 1991, ISSN 0341-9312, S. 568–903.
- Die Völkerschaften auf den Bildwerken in Persepolis. In: Uwe Finkbeiner, Reinhard Dittmann, Harald Hauptmann (Hrsg.): Beiträge zur Kulturgeschichte Vorderasiens. Festschrift für Rainer Michael Boehmer. Von Zabern, Mainz 1995.